# Rony Seikaly
Ronald Fred Seikaly (arabisch رونالد فريد ﺼيقلي; * 10. Mai 1965 in Beirut, Libanon) ist ein ehemaliger griechisch-libanesisch-US-amerikanischer Basketballspieler. Seikaly spielte von 1988 bis 1999 elf Jahre in der NBA und gewann dabei 1990 den Most Improved Player Award als meistverbesserter Spieler der Saison. Nach seiner Sportlerkarriere widmete sich Seikaly der Musik und arbeitet heute als DJ und Musikproduzent für House- und Technomusik.

## Karriere
Seikaly wurde in Beirut im Libanon geboren. Als Kind wanderte er nach Griechenland aus, wo er seine Jugend verbrachte und eine amerikanische Schule besuchte. Neben Basketball spielte er auch Fußball. Panagiotis Koroneos entdeckte Seikaly und holte ihn in die Jugendabteilung des Panathinaikos Athen, für die er 1982 ein Turnier spielte.
Im selben Jahr wechselte er in die USA, um für die Syracuse University Basketball zu spielen. Er wurde zwischenzeitlich in den USA eingebürgert und nahm 1986 an der Basketballweltmeisterschaft teil. Nach vier Jahren verließ er Syracuse als bester Rebounder, zweitbester Shotblocker und viertbester Korbschütze der Geschichte. Seine Trikotnummer 4 wird von Syracuse seither nicht mehr vergeben.

### NBA
Im NBA-Draft 1988 wurde Seikaly an neunter Stelle von den neugegründeten Miami Heat ausgewählt. Bereits in seinem zweiten Jahr verbesserte sich der junge Centerspieler erheblich und erzielte 16,4 Punkte, 10,4 Rebounds und 1,7 Blocks pro Spiel. Für diese Leistungssteigerung wurde er mit dem NBA Most Improved Player Award ausgezeichnet. An der Seite von Glen Rice und Steve Smith erreichten die Heat 1992 erstmals die Playoffs.
Nach einer weiteren Playoffteilnahme 1994 verließ Seikaly die Heat und wechselte zu den Golden State Warriors. Bei den Heat stellte Seikaly mit 34 Rebounds in einem Spiel einen Mannschaftsbestwert auf.
Bei den Warriors konnte Seikaly dagegen die Erwartungen aufgrund von Verletzungen nicht erfüllen und wurde zwei Jahre später zu den Orlando Magic transferiert. Bei den Magic sollte er den zuvor abgewanderten Shaquille O’Neal ersetzen. Dies gelang ihm auch, er war hinter Penny Hardaway mit 17,3 Punkten pro Spiel bester Korbschütze. Zudem holte er 9,5 Rebounds und blockte 1,6 Schüsse pro Spiel. Er erreichte mit den Magic die Playoffs, jedoch scheiterte man an den Miami Heat.
In der Saison 1997/98 wurde Seikaly zur Wechselfrist zunächst an die Utah Jazz abgegeben, der damals besten Mannschaft der Western Conference. Jedoch wurde der Transfer aufgrund einer Fußverletzung nicht vollzogen und Seikaly wurde kurz darauf zu den New Jersey Nets transferiert.
Bei den Nets absolvierte Seikaly nur 18 Spiele, ehe er aufgrund dieser Fußverletzung seine Karriere beenden musste. Er kehrte jedoch 2000 auf das Basketballfeld zurück und spielte für den FC Barcelona.
Während seiner zwölfjährigen NBA-Karriere erzielte Seikaly 14,7 Punkte, 9,5 Rebounds und 1,3 Blocks pro Spiel.

## Sonstiges
Seikaly arbeitete nach dem Ende seiner Karriere als DJ und Musikproduzent und veröffentlichte 2012 das Techno- und Housealbum Nervous Nitelife Presents Rony Seikaly. Er führt zudem ein Immobilienunternehmen in Miami. Seikaly war mit dem mexikanischen Fotomodel Elsa Benítez verheiratet.
Seikaly war über drei Jahre hinweg Teil der Turniervorbereitungen der griechischen Basketballnationalmannschaft (1983–86). Er versuchte vergeblich, die griechische Staatsbürgerschaft anzunehmen. Die Basketball-Europameisterschaft 1987, welche Griechenland für sich entschied, verbrachte Seikaly auf der griechischen Bank. Nach eigenen Angaben war seine „basketballerische Nationalität“ griechisch.